# Māndvi (ort i Indien, Sūrat)
Māndvi är en ort i Indien.   Den ligger i distriktet Sūrat och delstaten Gujarat, i den centrala delen av landet, 900 km söder om huvudstaden New Delhi. Māndvi ligger 45 meter över havet och antalet invånare är 18 669.
Terrängen runt Māndvi är platt. Runt Māndvi är det tätbefolkat, med 331 invånare per kvadratkilometer. Närmaste större samhälle är Vyāra, 18,5 km sydost om Māndvi. Trakten runt Māndvi består till största delen av jordbruksmark.